# معركة أباران
معركة أباران هي معركة وقعت خلال 21–29 مايو 1918م في مدينة أباران في أرمينيا خلال الحملة القوقازية التي قامت بها الدولة العثمانية ، وتمثل هذه المعركة جزء من الحرب العالمية الأولى .